# Knotenpunkt (Verkehr)

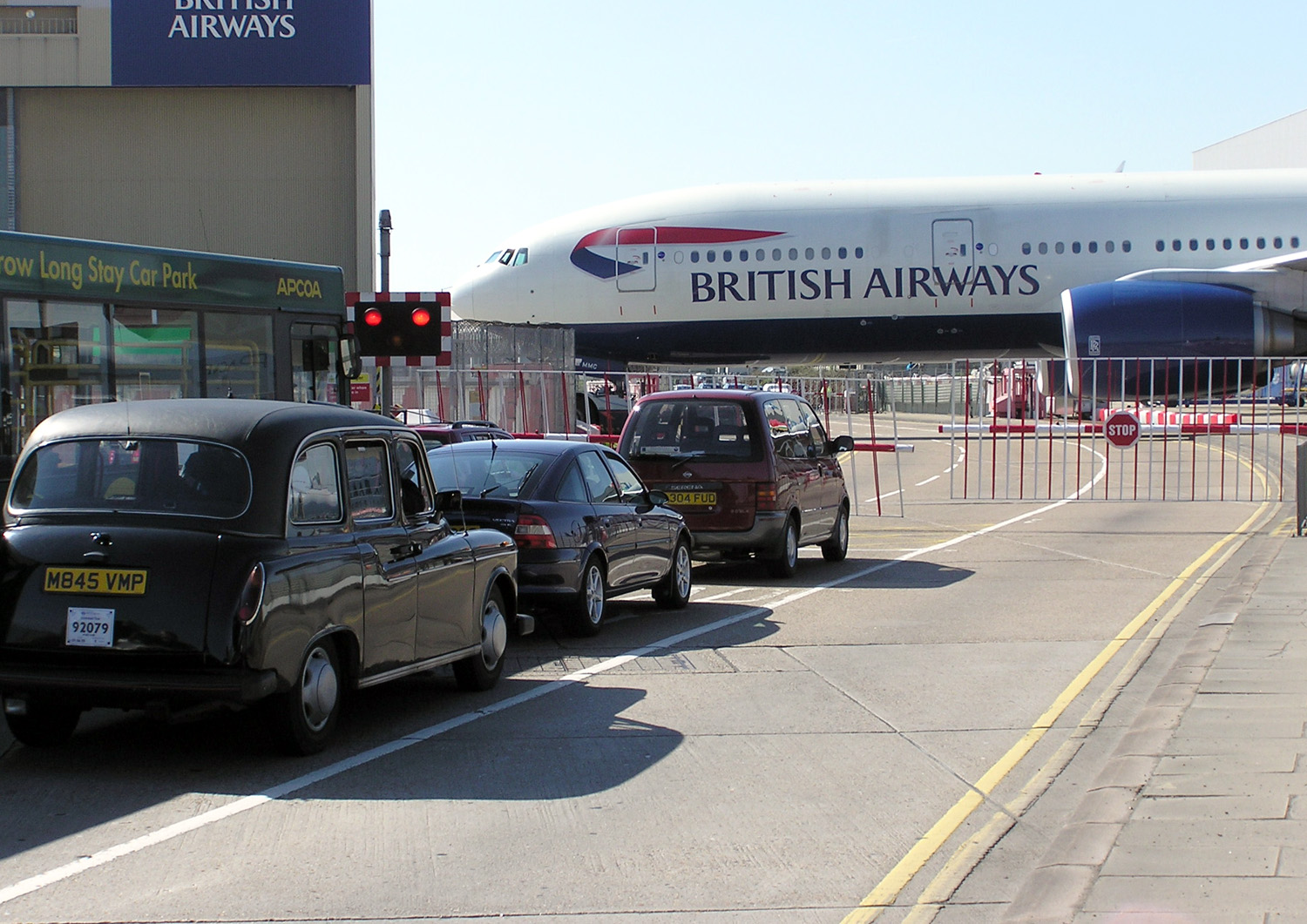
Eine seltene Kreuzung: Straße – Rollfeld (Flughafen London-Heathrow)

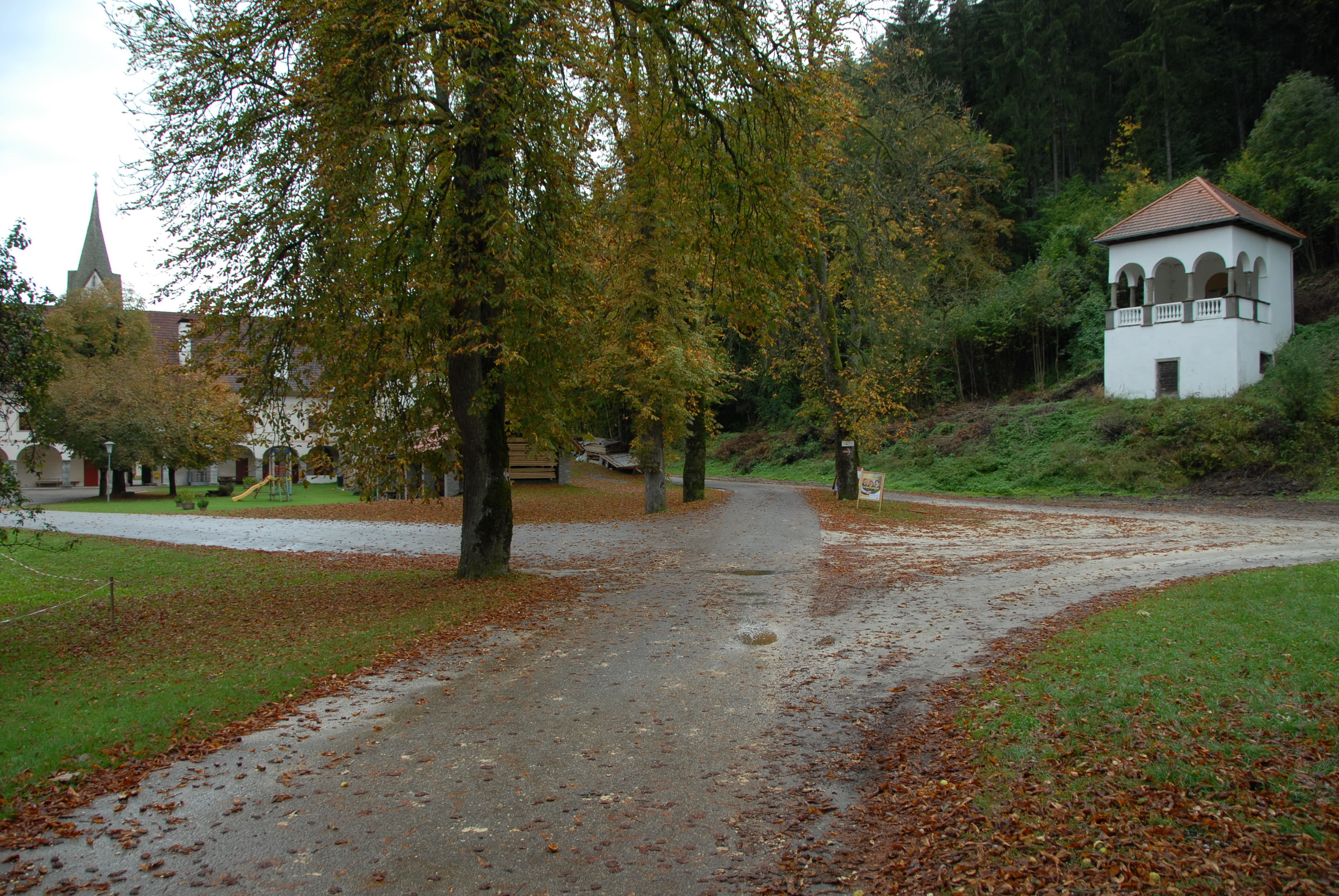
Straßenkreuzung am Stift Griffen in Kärnten, Österreich

Ein Knotenpunkt im Verkehr ist ein Ort, bei dem sich mehrere Verkehrswege gleicher Art kreuzen, beispielsweise ein Eisenbahnknoten oder Autobahnkreuz, oder ein Verkehrsweg in einen Verkehrsweg gleicher Art einmündet. Befinden sich mehrere Verkehrsknoten von Verkehrswegen „unterschiedlicher“ Art in unmittelbarer Nähe und kommt es zum Verkehrsmittelwechsel, nennt man diesen Ort Verkehrsknotenpunkt.
Die meisten Städte und Marktorte sind an solchen Kreuzungspunkten des Personen- oder Güterverkehrs entstanden – z. B. an Römerstraßen oder an Kreuzungen der Bernsteinstraße mit Flüssen.
Mit der Zunahme des Öffentlichen und Individualverkehrs hat die Vernetzung von internationalen, nationalen und regionalen Verkehrslinien an Bedeutung gewonnen. Deshalb gibt es in vielen Ländern Europas so genannte Bahnhofsoffensiven, z. B. in Transeuropäischen Netzen (TEN).
Nach der Eröffnung des Fernbahnhofs am Flughafen Frankfurt am Main ist dieser als erster europäischer trimodaler Verkehrsknoten beschrieben worden, da hier mehrere Fernstraßen (Frankfurter Kreuz) sowie ein Bahnhof und ein Flughafen mit zahlreichen Fernzug- und -flugverbindungen aufeinandertreffen.

## Straßenknotenpunkt

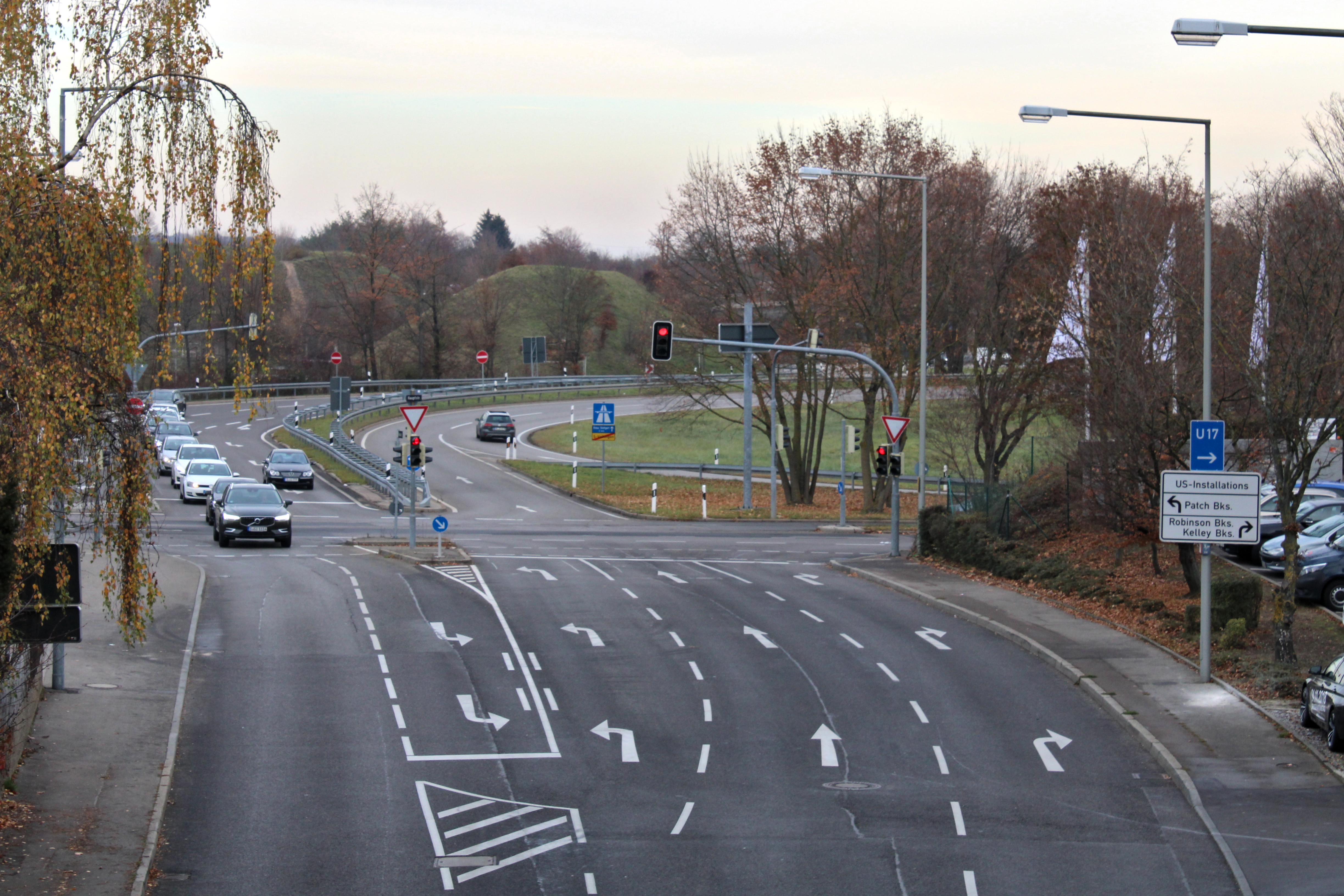
Plangleicher Knotenpunkt in Stuttgart-Vaihingen

In Deutschland werden in der Straßenverkehrsforschung Einmündungen, Kreuzungen und Kreisverkehre zusammenfassend kurz als Knoten, meist aber vollständig als Knotenpunkte bezeichnet. Ein Knotenpunkt im Straßenverkehr ist eine bauliche Anlage, die der Verknüpfung von Straßen oder Wegen dient. Es wird in Erschließungsstraßenknoten, Anschlussknoten und Verkehrsstraßenknoten unterschieden. 
Die Abschnitte zwischen den Knoten sind Strecken. Wenn diese außerorts liegen, werden sie als freie Strecke bezeichnet. Vereinzelt werden bei der Strecke auch nachgeordnete Knoten, sogenannte Anschlussknoten (bedeutet in der Regel: solche, an denen die Hauptstraße Vorfahrt hat) einbezogen, so dass als Streckenabschnitte dann nur die zwischen den größeren (verkehrsbedeutsamen) Knoten gemeint sind.
Im Straßenbau werden verschiedene Formen der Knotenpunkte definiert. Hierbei wird als erstes zwischen plangleichen und planfreien Knoten unterschieden. 
Ein plangleicher Knoten ist eine Kreuzung oder Einmündung von Straßen auf gleichem Niveau. Diese Form zeichnet sich dadurch aus, dass sich Verkehrsströme kreuzen oder Verkehrsströme einmünden. Die bekannteste Form ist die Straßenkreuzung. Wenn sich eine Straße und eine Eisenbahn  kreuzen, ist es ein Bahnübergang. 
Ein planfreier Knoten ist eine Kreuzung oder Einmündung auf unterschiedlichen Niveaus wie Autobahnkreuze und Dreiecke.
Teilplanfreie Knotenpunkte haben eine der Straßen höhenfrei in frei fließendem Verkehr, die andere niveaugleich. Die bekannteste Form ist die Autobahnanschlussstelle. Teilplangleiche Knotenpunkte führen zwei Verkehrswege auf unterschiedlichen Niveau übereinander, sind aber jeweils mit niveaugleichen Einmündung verbunden.

Unkonventionelle Verkehrsknoten, zu denen der Kreisverkehr zählt, da er ein Niveau aufweist und sich keine Verkehrsströme direkt kreuzen, verringern die Zahl der Konfliktpunkte der Verkehrsströme untereinander, überwiegend durch Verlegen der Linksabbieger und Einsparung von Brücken gegenüber herkömmlicher Verkehrsknoten. Weitere unkonventionelle Verkehrsknoten sind Michigan Left und RCUT, bei denen die Linksabbieger hinter der Kreuzung wenden, bei Continuous-flow sind sie vorverlegt. Die Seagull Intersection, auch Florida-T oder Turbo-T genannt, hat eine Haltelinie weniger. Das Jughandle reiht Linksabbieger und wendenden Verkehr in andere Verkehrsströme ein.
Nicht zu verwechseln ist ein Knotenpunkt, der sich hauptsächlich mit den straßenbaulichen Gegebenheiten einer Kreuzung beschäftigt, mit einem Verkehrsknoten, der eine Verkehrskreuzung mit dem dazugehörigen Umfeld beschreibt.

## Knotenpunkte einzelner Verkehrsarten

### Schienenverkehr
Als Eisenbahnknoten wird jeder Bahnhof bezeichnet, an dem mindestens zwei Bahnlinien zusammentreffen. Besonders im Fernverkehr muss das nicht unbedingt der einer Abzweigung nächstgelegene Bahnhof sein. Vereinzelt wird auch der Begriff Fernverkehrsknoten verwendet, sofern sich Fernverkehrsverbindungen treffen.

### Fahrradverkehr
Im landesweiten Radverkehrsnetz Belgiens und der Niederlande orientiert sich die Knotenpunktbezogene Wegweisung an nummerierten Knotenpunkten. Das Prinzip hat seinen Ursprung in der belgischen Provinz Limburg und wurde ebenso in einigen grenznahen Gebieten Deutschlands übernommen.

### Fernstraßen
In Österreich wird beim Autobahnnetz jedes Autobahnkreuz oder Autobahndreieck als Knoten bezeichnet.

### Luftverkehr
Knotenpunkte im Streckennetz einer Fluggesellschaft sind Flughäfen, an denen Flugverbindungen derselben Fluggesellschaft aufeinandertreffen, ohne dass es sich dabei um systematische Umsteigeverbindungen, wie bei einem Luftfahrt-Drehkreuz einer Fluggesellschaft, handeln muss.

### Datenverkehr
Im Internet können Verkehrsknoten auch Punkte sein, an denen Information vermittelt wird.